# A Che
A Che (A-Che), maleni tibetsko-burmanski narod, možda iz skupine Yi, nastanjen u Yunnanu u distriktima Shuangbo, Yimen, Eshan i Lufeng, Kina. A Che sebe smatraju posebnim narodom, drugačijim od etničkih zajednica Yi, ali njihovo porijeklo možda je isto ili slično kao naroda Azhe.  Prema njima samima oni su na jug u okrug Jianshui migrirali za vrijeme dinastija Sui i Tang  (581-907). Spominju se i u vojsci kraljevstva Luodian (u današnjoj provinciji Guizhou). Nakon što su se nastanili u Jianshuiu, kroz neko vrijeme prelaze planine i zalaze na područja distrikata Yimen i Shuangbai gdje žive i danas. Populacija im iznosi oko 38,000  (procjena 2006), od čega 23,000 u Shuangbaiu i 11,000 u Yimenu. 
Ovaj narod općenito je slabo poznat. Imaju dvije svetkovine, od kojih se jedna održava svaki osmi dan prvog lunarnog mjeseca (ulični festival), a druga (obožavanje zmaja) drugog dana drugog lunarnog mjeseca. 

## Vanjske poveznice
- A Che of China